# 巴燕·達魯
巴燕·達魯（1951年12月16日—），臺灣泰雅族政治人物，原漢名陳金水。曾代表民主進步黨以全國不分區當選為第三、四屆立法委員。2001年立法委員選舉參選山地原住民選舉區欲連任，但未當選。
1988年1月9日華西街大遊行，台灣原住民族權利促進會副會長巴燕·達魯擔任領隊。
2010年9月15日，巴燕·達魯開車送部落1名12歲女童上學時，以教導唱歌發聲為由摸她的下體；同日傍晚送另名女童下山時，藉機襲胸。二審依《中華民國刑法》強制猥褻罪被判處有期徒刑5年定讞，2014年7月中旬入法務部矯正署臺北監獄服刑，2018年獲准保外就醫。
2014年5月29日，民進黨創黨元老魏耀乾、文史工作者陳婉真、國立東華大學教授施正鋒與中國醫藥大學學生邱彥維宣布成立臺獨政治團體「甲午變天」，甲午變天成員之一的巴燕·達魯出席甲午變天成立記者會。

## 選舉紀錄
| 年度 | 選舉屆數           | 選舉區           | 所屬政黨   | 得票數    | 得票率 | 當選標記 | 備註 |
| ---- | ------------------ | ---------------- | ---------- | --------- | ------ | -------- | ---- |
| 1995 | 第三屆立法委員選舉 | 全國不分區選舉區 | 民主進步黨 | 3,132,156 | 33.2%  |          |      |
| 1998 | 第四屆立法委員選舉 | 全國不分區選舉區 | 民主進步黨 | 2,966,834 | 29.6%  |          |      |
| 2001 | 第五屆立法委員選舉 | 山地原住民選舉區 | 民主進步黨 | 4,567     | 5.34%  |          |      |